# Droschka
Droschka ist ein Ortsteil der Stadt Bürgel im Saale-Holzland-Kreis in Thüringen.

## Geografie
Droschka befindet sich am Südrand eines von Mönchen geschaffenen Ackerbaugebietes südlich des Tautenburger Forstes. Die Bundesstraße 7 führt direkt durch das weilerartige Dorf und verbindet mit der Bundesautobahn 9 und dem Umland.

## Geschichte
Die Ersterwähnung des Ortes fand 1145 statt. Droschka gehörte zum wettinischen Kreisamt Eisenberg, welches aufgrund mehrerer Teilungen im Lauf seines Bestehens unter der Hoheit verschiedener Ernestinischer Herzogtümer stand. 1826 kam der Ort mit dem Südteil des Kreisamts Eisenberg und der Stadt Eisenberg vom Herzogtum Sachsen-Gotha-Altenburg zum Herzogtum Sachsen-Altenburg. Ab 1920 gehörte er zum Freistaat Thüringen.
Nach dem enteigneten Gut und der LPG folgten nach der Wiedervereinigung beider deutschen Staaten im Ort folgend aufgeführte Firmen: Landwirtschaftliche AG Droschka; Schreinerei; Agrarprodukte Hainspitz e.G.; Containerdienst und eine Gesellschaft für Geomechanik und Baumesstechnik mbH.